# Stefan Nikolić
Stefan Nikolić (in serbo Стефан Николић?; Nikšić, 16 aprile 1990) è un calciatore montenegrino, attaccante dello Zalău.

## Palmarès

### Club

#### Competizioni nazionali
- Campionato rumeno: 2

Steaua Bucarest: 2012-2013, 2013-2014
- Supercoppa di Romania: 1

Steaua Bucarest: 2013